# Katta Sterna

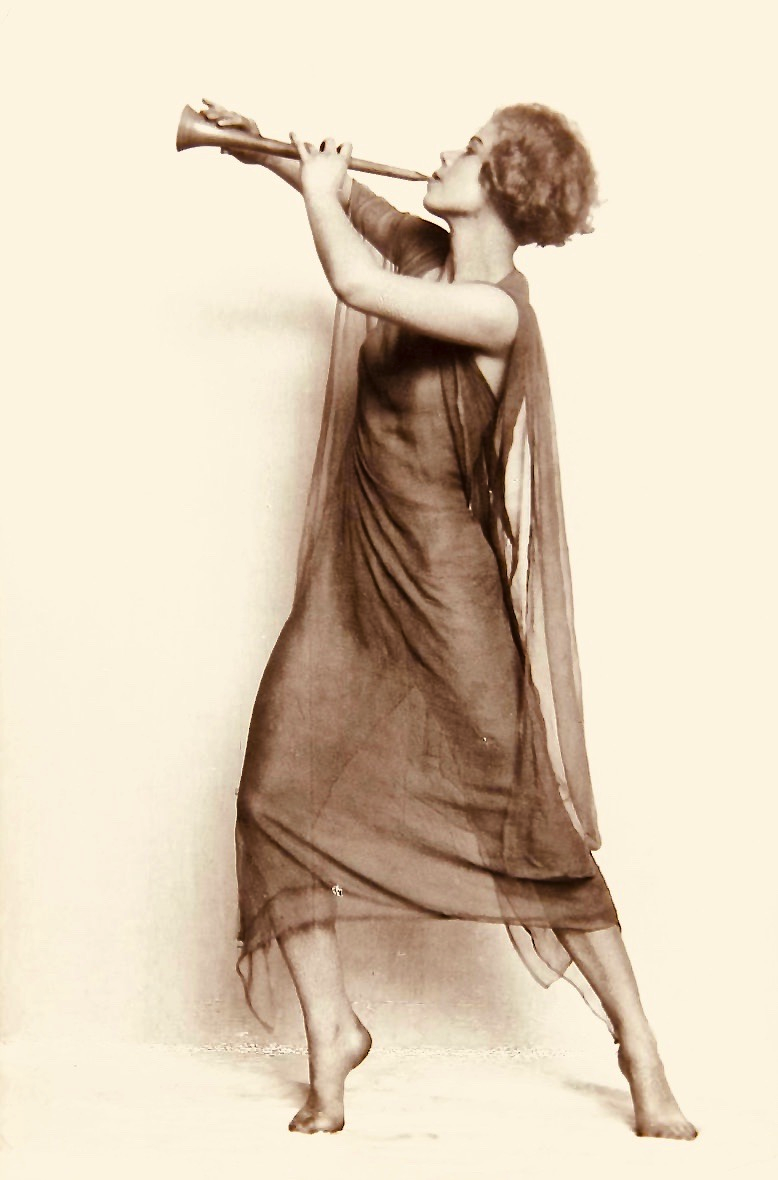
Katta Stern, um 1918

Katta Sterna (* 19. Dezember 1897 in Charlottenburg bei Berlin als Katharina Ida Stern; † 29. Juli 1984 in Berlin) war eine deutsche Schauspielerin und Tänzerin.

## Familie
Katharina Stern war eine Tochter des Ingenieurs Georg Joseph Stern und dessen Ehefrau Bertha Elisabeth (1870–1963), geborene Schmidt. Diese war die jüngere Schwester von Conrad Schmidt und Käthe Kollwitz, geborene Schmidt. Katharinas Schwestern waren die Schauspielerin Johanna Therese (verheiratet mit Regisseur Fritz Kortner), die Schauspielerin und Choreographin Maria und die Theaterschauspielerin und Ärztin Gregola (Künstlername Regula Keller, 1894–1980).
In ihrer Pubertät galt Katharina als unkonzentriert und sehr impulsiv. Ihre Eltern konsultierten daher den Ordinarius Theodor Ziehen der Psychiatrischen und Nervenklinik der Charité der Friedrich-Wilhelms-Universität Berlin, der sie als unheilbar diagnostizierte und ihre Unterbringung in einem Sanatorium empfahl.

## Berufliche Entwicklung

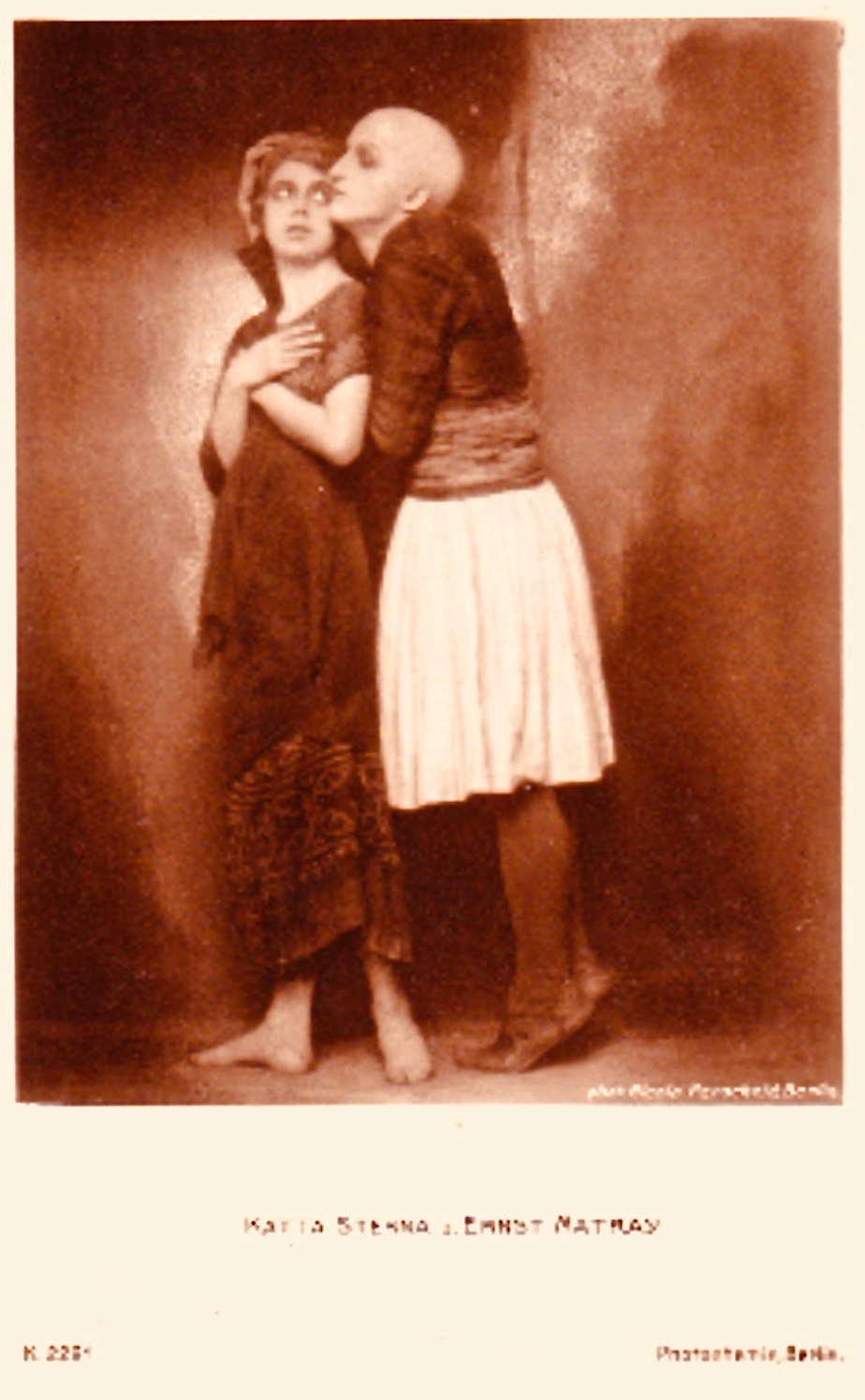
Katta Stern und Ernst Mátray, ca. 1925

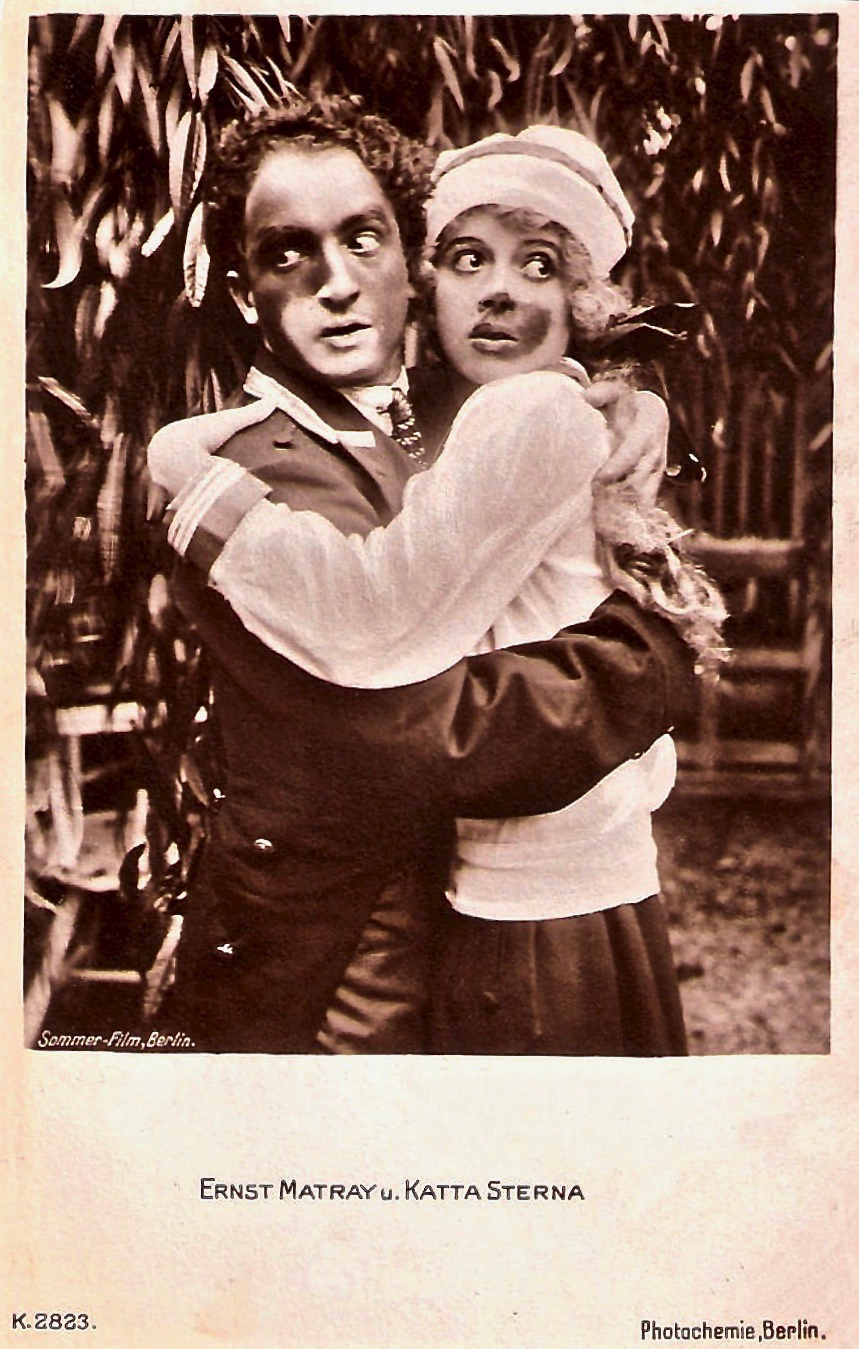
Ernst Mátray und Katta Stern, ca. 1929

Als Katharina die Tänzerin Anna Pawlowa tanzen sah, reifte in ihr der Entschluss, ebenfalls Tänzerin zu werden. Sie erhielt Unterricht bei der österreichischen Tänzerin, Choreographin, Tanzpädagogin und Schauspielerin Grete Wiesenthal. Ihre ersten Engagements erhielt sie am Deutschen Opernhaus in Berlin, wo sie den Künstlernamen „Katta Sterna“ annahm. 1913 lernte sie den mit der Schauspielerin Greta Schröder verheirateten Schauspieler und Tänzer Ernst Mátray kennen. Beide wurden sowohl beruflich als auch privat ein Paar.
1915 debütierte Katta Sterna als Theater-Schauspielerin bei Max Reinhardt an der Seite von Ernst Mátray im Sommernachtstraum. Ab diesem Zeitpunkt folgten viele weitere gemeinsame Auftritte als Tanzduo. Sie trat auch als Solotänzerin des Mátray-Balletts auf. In der zeitgenössischen Literatur wurde ihr Tanzstil als eine neue Art der Pantomime beschrieben, er sei „ganz auf mimo-dramatische Geste aufgebaut. So sehr geistiger Einfluß zu spüren ist, so eng auch ist sie mit dem Rhythmus verwachsen. Lust an der Bewegung spürt man vor allem; Lust an einem Sichaustoben des geistig durchdrungenen, nicht aber mehr geistig dirigierten Gefühls“.
Ab 1914 spielte sie in Stummfilmen mit, zunächst für Lumpchens Glück. Ihr einziger Tonfilm war 1930 der von Erich Engels produzierte Tingel-Tangel. Um 1917 verliebte sich der Zehlendorfer Lyriker Otto Braun in sie.
Neben dem Filmgeschäft avancierte Katta Sterna zu einer innovativen Tänzerin. In den 1920er Jahren entstanden Projekte zusammen mit Ernst Mátray und mit ihrer Schwester Maria Solveg, u. a. Die grüne Flöte, Vor dem Spiegel und Sommernachtstraum.

„Reinhardts Tanzpantomime Die grüne Flöte schien nicht nur in der Geschichte des Bühnentanzes, sondern in der ganzen szenischen Kunst Epoche machen zu wollen. Die schwarz-goldene Symphonie in Samt und Bronze, dieses flammende, farbenjubelnde, chinesische Rokokomärchen entfesselte Stürme der Begeisterung. […] Von tänzerischen Einzelleistungen blieben in der Erinnerung haften: Katta Sterna, die immerhin die seltene Fähigkeit besitzt, hohlen Ballettformen persönliche Ausdruckskraft zu geben, Ernst Matray, stark in der Groteske, und, als Bild, die jugendschöne Norwegerin Lillebil Christensen, die bei der Wiederaufnahme der Pantomime durch Katta Sternas noch unfertige Schwester Maria Solveg ersetzt wurde.“

Nach der Machtabtretung an die Nationalsozialisten durfte die als Volljüdin kategorisierte Künstlerin nicht mehr im Deutschen Reich auftreten. Sie unternahm Tourneen durch England und die Vereinigten Staaten, der Versuch der Emigration jedoch scheiterte. Sie musste sich daher in Deutschland aus dem öffentlichen Leben zurückziehen.
Ihr Nachlass wird im Deutschen Tanzarchiv in Köln aufbewahrt.

## Filmografie
- 1914: Lumpchens Glück
- 1914: Das Sportsmädel
- 1915: Die verkaufte Braut
- 1915: Marionetten
- 1915: Teufelchen
- 1918: Ticky-Tacky
- 1919: Ein genialer Fall
- 1919: Das Verlobungsfernrohr
- 1920: Flimmerherzen
- 1920: O du Quetschfalte meines Herzens
- 1921: Kameraden
- 1921: Als ich eine Leiche war
- 1929: Matrosentanz. Maria Solveg und Katta Sterna vom Matray-Ballett
- 1930: Tingel-Tangel[9]